# Żiwko Petkow
Żiwko Petkow, bułg. Живко Петков (ur. 28 stycznia 1988 w Sliwen) – bułgarski lekkoatleta specjalizujący się w trójskoku, medalista mistrzostw Europy juniorów (2005), mistrzostw świata juniorów młodszych (2005) oraz młodzieżowych mistrzostw Europy (2009).

## Sukcesy sportowe
- mistrz Bułgarii juniorów w trójskoku – 2005
- trzykrotny mistrz Bułgarii w trójskoku – 2006[1], 2007, 2008

| Rok  | Miasto    | Zawody                                | Konkurencja | Wynik         |
| ---- | --------- | ------------------------------------- | ----------- | ------------- |
| 2005 | Kowno     | mistrzostwa Europy juniorów           | trójskok    | srebrny medal |
| 2005 | Marrakesz | mistrzostwa świata juniorów młodszych | trójskok    | brązowy medal |
| 2006 | Pekin     | mistrzostwa świata juniorów           | trójskok    | 9. miejsce    |
| 2009 | Kowno     | młodzieżowe mistrzostwa Europy        | trójskok    | srebrny medal |

## Rekordy życiowe
- trójskok – 16,69 – Sofia 27/06/2009
- trójskok (hala) – 16,25 – Sofia 13/02/2010